# Лактат железа(II)
Лактат железа(II) — неорганическое соединение, 
соль железа и молочной кислоты с формулой Fe(C3H5O3)2,
растворяется в воде,
образует кристаллогидрат — светло-серые кристаллы.

## Получение
- Действие молочной кислоты на карбонат железа(II):

{\displaystyle {\mathsf {FeCO_{3}+2C_{3}H_{5}O_{3}H\ {\xrightarrow {}}\ Fe(C_{3}H_{5}O_{3})_{2}+CO_{2}\uparrow +H_{2}O}}}

## Физические свойства
Лактат железа(II) образует кристаллы,
растворяется в воде, слабо растворим в этаноле.
Водные растворы имеют слабокислую реакцию, зеленовато-жёлтый цвет, при соприкосновении с воздухом раствор медленно окисляется.
Образует кристаллогидрат состава Fe(C3H5O3)2•3H2O — светло-серые кристаллы.

## Применение
- В фармакологии применяется при лечении хронической анемии, лейкемии и псевдолейкемии (вместе с мышьяком), хронических экзем, если они вызваны нарушением обмена веществ; применяется в комбинации с солями фосфора.
- Пищевая добавка Е585. В РФ она обычно применяется в качестве стабилизатора окраски маслин, а именно для их потемнения путём окисления.